# Por mis bigotes
Por mis bigotes es una película mexicana de 2015, dirigida por Manuel Caramés.

## Sinopsis
Aunque suene increíble, al pequeño Ulises, de tan solo nueve años, de un día para otro le creció el bigote. Esta situación, en apariencia ordinaria, desata una serie de acontecimientos extraordinarios para el, su mamá y sus mejores amigos.

## Reparto
- Santiago Torres - Ulises
- Jesus Ochoa - Tío Fabián
- Luis Fernando Peña
- Osvaldo de León - Narciso
- Fernando Becerril
- Hugo Macías Macotela - Don Bigote Maduro
- Laura de Ita
- Luis Gatica - Supervisor
- Eduardo España - Dagoberto
- Pedro Damián
- Raquel Pankowsky
- Lenny Zundel
- Roberto Blandón - Profesor
- Elsa Jaimes - Vendedora

## Productora
Charanga Films, FIDECINE.

## Recepción
Por mis bigotes fue estrenada en México el 16 de septiembre de 2015.
La película tiene una puntuación de 5.5/10 en IMDb.